# Ogori/Magongo
Ogori/Magongo è una delle ventuno aree a governo locale (local government areas) in cui è suddiviso lo stato di Kogi, in Nigeria. Estesa su una superficie di 79 km², conta una popolazione di 39.622 abitanti.